# Pierre-Emmanuel De Bauw
Pierre-Emmanuel De Bauw (Ukkel, 28 maart 1966) is een Belgisch diplomaat.

## Levensloop
Pierre-Emmanuel De Bauw studeerde rechten aan de Facultés universitaires Saint-Louis (1985) en de Université catholique de Louvain (1988). In 2006 voltooide hij een managementprogramma aan de Solvay Business School.
In 1993 trad hij in dienst bij Buitenlandse Zaken. Hij was achtereenvolgens woordvoerder van de permanente vertegenwoordiging bij de Europese Unie (1993-1994), eerste secretaris op de ambassade in Colombia (1994-1995), woordvoerder en politiek raadgever op de ambassade in de Verenigde Staten (1995-1998) en adjunct-woordvoerder van Buitenlandse Zaken (1998-1999). Van 1999 tot 2003 was hij woordvoerder van koning Albert II, van 2003 tot 2005 ambassadeur in Cuba en van 2005 tot 2007 raadgever in Europese aangelegenheden voor Buitenlandse Zaken. Van 2007 tot 2012 was hij andermaal woordvoerder en adjunct-kabinetschef van koning Albert II, van 2012 tot 2013 was hij in opvolging van Olivier Alsteens directeur-generaal Externe Communicatie van de Kanselarij van de Eerste Minister en van 2013 tot 2017 was hij directeur Media en Communicatie van koning Filip. Van 2017 tot 2021 was hij ambassadeur in Ierland en sinds 2021 is hij ambassadeur in Italië, Malta, San Marino en bij de VN-organisaties in Rome, de Voedsel- en Landbouworganisatie van de Verenigde Naties, het Wereldvoedselprogramma en het Internationaal Fonds voor Landbouwontwikkeling.